# Диселенид железа
Диселенид железа — бинарное неорганическое соединение,
железа и селена с формулой FeSe2,
чёрные кристаллы,
не растворяется в воде.

## Получение
- В природе встречается минерал ферроселит — FeSe2 с различными примесями.

- Сплавление чистых веществ в вакууме:

{\displaystyle {\mathsf {Fe+2Se\ {\xrightarrow {T}}\ FeSe_{2}}}}
- Сплавление селенида железа(II) и селена в вакууме:

{\displaystyle {\mathsf {FeSe+Se\ {\xrightarrow {T}}\ FeSe_{2}}}}
- Действие селеноводорода на хлорид железа(III) при температуре красного каления.

## Физические свойства
Диселенид железа образует чёрные 
ромбической сингонии, пространственная группа P nnm, 
параметры ячейки a = 0,4789 нм, b = 0,574 нм, c = 0,3577 нм, Z = 2.
Не растворяется в воде.